# Juan Carlos Rojas
Juan Carlos „Romita” Rojas Guerra (ur. 6 czerwca 1984 w Romicie) – meksykański piłkarz występujący na pozycji prawego obrońcy, obecnie zawodnik Chiapas.

## Kariera klubowa
Rojas pochodzi z miasta Romita w stanie Guanajuato (stąd przydomek piłkarza). Jest wychowankiem zespołu Club León, do którego seniorskiej drużyny, występującej wówczas w drugiej lidze, został włączony jako dwudziestolatek. Od razu wywalczył sobie pewne miejsce w wyjściowym składzie i już w swoim debiutanckim, wiosennym sezonie Clausura 2005 dotarł wraz z drużyną do finału rozgrywek drugoligowych. Sukces ten powtórzył również dwa lata później, podczas rozgrywek Clausura 2007, natomiast w sezonie Clausura 2008, mając niepodważalne miejsce w wyjściowej jedenastce, wygrał z Leónem rozgrywki Primera División A, co nie zaowocowało jednak ostatecznie awansem do najwyższej klasy rozgrywkowej wobec porażki w decydującym dwumeczu z Indios. Ogółem barwy Leónu reprezentował przez niemal cztery lata, bezskutecznie walcząc o promocję do wyższej ligi.
Latem 2008 Rojas został zawodnikiem pierwszoligowego zespołu CF Pachuca, w którego barwach 16 sierpnia 2008 w zremisowanym 1:1 spotkaniu z Américą zadebiutował w meksykańskiej Primera División. Premierowego gola w najwyższej klasie rozgrywkowej strzelił natomiast 12 października tego samego roku w wygranej 2:0 konfrontacji z Santos Laguną. Dwa miesiące później wraz ze swoją ekipą wziął udział w Klubowych Mistrzostwach Świata, zajmując na nich ostatecznie czwarte miejsce. W sezonie Clausura 2009 wywalczył z Pachucą tytuł wicemistrzowski, a także zajął drugie miejsce w rozgrywkach kwalifikacyjnych do Copa Libertadores – InterLidze. W 2010 roku triumfował natomiast w najbardziej prestiżowych rozgrywkach kontynentu – Lidze Mistrzów CONCACAF, dzięki czemu po raz kolejny mógł wziąć udział w Klubowych Mistrzostwach Świata, tym razem plasując się w nich na piątej lokacie. 16 października 2010 podczas spotkania ligowego z Morelią był bohaterem niecodziennej sytuacji – w 84. minucie spotkania jako nominalny obrońca zastąpił w bramce ukaranego czerwoną kartką Miguela Calero i obronił rzut karny wykonywany przez Miguela Sabaha (spotkanie zakończyło się ostatecznie wynikiem 1:1).
W lipcu 2012 Rojas na zasadzie wypożyczenia zasilił swój macierzysty Club León, będący już wówczas beniaminkiem pierwszej ligi. Tam występował przez rok bez większych sukcesów, początkowo jako podstawowy piłkarz, lecz później tylko w roli rezerwowego. W późniejszym czasie powrócił jeszcze na sześć miesięcy do Pachuki, w której barwach grał ogółem przez prawie sześć lat, lecz z wyjątkiem 2010 roku pełnił w niej przeważnie funkcję rezerwowego zawodnika. Na początku 2014 roku przeszedł do klubu Chiapas FC z siedzibą w mieście Tuxtla Gutiérrez.
| Sezon     | Klub       | Kraj   | Rozgrywki  | Mecze | Bramki |
| --------- | ---------- | ------ | ---------- | ----- | ------ |
| 2004/2005 | Club León  | Meksyk | Ascenso MX | 25    | 1      |
| 2005/2006 | Club León  | Meksyk | Ascenso MX | 26    | 2      |
| 2006/2007 | Club León  | Meksyk | Ascenso MX | 38    | 1      |
| 2007/2008 | Club León  | Meksyk | Ascenso MX | 44    | 3      |
| 2008/2009 | CF Pachuca | Meksyk | Liga MX    | 19    | 1      |
| 2009/2010 | CF Pachuca | Meksyk | Liga MX    | 30    | 0      |
| 2010/2011 | CF Pachuca | Meksyk | Liga MX    | 26    | 0      |
| 2011/2012 | CF Pachuca | Meksyk | Liga MX    | 20    | 0      |
| 2012/2013 | Club León  | Meksyk | Liga MX    | 21    | 0      |
| 2013/2014 | CF Pachuca | Meksyk | Liga MX    | 8     | 0      |
| 2013/2014 | Chiapas FC | Meksyk | Liga MX    | 2     | 0      |
| 2014/2015 | Chiapas FC | Meksyk | Liga MX    |       |        |